# Лана Парила
Лана Парила е американска актриса. Най-популярна е с ролята си на Реджина Милс/Злата кралица в сериала „Имало едно време“ (2011 – 2018).

## Произход и младежки години
Лана Парила е родена на 15 юли 1977 г. в Бруклин, квартал на Ню Йорк. Майка ѝ Долорес Ди Аззара е от сицилиански произход, а баща ѝ е Сам Парила.
Лана учи актьорско майсторство в Beverly Hills Playhouse в Лос Анджелис.

## Кариера

### 1999 – 2010 г
В началото на актьорската си кариера Лана Парила участва във филмите „Много злобни мъже“ (2000) и „Паяци“ (2000). Лана прави своя дебют в сериала „Grown Ups“ (1999 г.). През 2000 г. се присъединява към актьорския състав на сериала „Шеметен град“ в ролята на Анджи Ордонес за един сезон, и напуска сериала през 2001 г. По-късно през същата година играе в сериала „Boomtown“, който е спрян в началото на втория си сезон.
Лана Парила участва като гост звезда в много сериали, включително „Военна прокуратура“, „Два метра под земята“, „Тайнствени афери“, „Медиум“ и други. През 2005 г. Парила поема повтаряща се роля като гост в четвъртия сезон в сериала на Fox „24“ в ролята на Сара Гавин, агент на отдела за борба с тероризма.
През 2007 г. участва като гост в сериала „Изгубени“ в ролята на Грета. През 2008 г. е в главната роля във филма „The Double Life of Eleanor Kendall“. През същата година играе и в сериала „Swingtown“ в ролята на Трина Декър.

### 2011 –
През февруари 2011 г. Лана е избрана за ролята на Реджина Милс/Злата кралица в фентъзи сериала на ABC „Имало едно време“. Сериалът дебютира през октомври 2011 г.
Изпълнението на Лана Парила в ролята на Реджина Милс/Злата кралица получава позитивни отзиви от критиците.

## Личен живот
През 2021 г. Лана стартира онлайн компания за облекло, наречена Keep It Regal, вдъхновена от ролята си в сериала „Имало едно време“.
- Парила през март 2012 г.
- Парила в Сан Диего Comic Con 2017